# Văn phòng Điều phối các vấn đề nhân đạo của Liên Hợp Quốc
Văn phòng Điều phối các vấn đề nhân đạo Liên Hợp Quốc (OCHA) là một cơ quan Liên Hợp Quốc được Đại Hội đồng Liên Hợp Quốc thành lập vào tháng 12 năm 1991 để tăng cường ứng phó quốc tế đối với các trường hợp khẩn cấp và thiên tai phức tạp.  Đây là văn phòng kế thừa của Văn phòng Điều phối viên cứu trợ thiên tai Liên Hợp Quốc (UNDRO).
Bộ Các vấn đề nhân đạo (DHA) được Tổng thư ký thành lập ngay sau đó, nhưng năm 1998 đã được sáp nhập vào OCHA, trở thành đầu mối chính của Liên Hợp Quốc về các thảm họa lớn. Nhiệm vụ của OCHA sau đó đã được mở rộng để bao gồm phối hợp hỗ trợ nhân đạo, phát triển chính sách và vận động nhân đạo. Các hoạt động của nó bao gồm tổ chức và giám sát tài trợ nhân đạo, vận động, hoạch định chính sách và trao đổi thông tin để tạo điều kiện cho các đội phản ứng nhanh để cứu trợ khẩn cấp.
OCHA được lãnh đạo bởi Tổng thư ký phụ trách các vấn đề nhân đạo và cứu trợ khẩn cấp (USG / ERC), được bổ nhiệm với nhiệm kỳ năm năm. Kể từ tháng 5 năm 2017, vai trò này do Mark Lowcock của Vương quốc Anh giữ.
OCHA tổ chức Hội nghị thượng đỉnh nhân đạo thế giới năm 2016 tại Istanbul, Thổ Nhĩ Kỳ. Đây là một quan sát viên ngồi trong Nhóm Phát triển Liên Hợp Quốc.